# Vieques-Air-Link-Flug 901A
Der Vieques-Air-Link-Flug 901A (Flugnummer IATA: V4901A, ICAO: VES901A, Funkrufzeichen VIEQUES 901A) war ein Linienflug der Vieques Air Link vom Flughafen Vieques in Puerto Rico zum Flughafen St. Croix auf den Amerikanischen Jungferninseln. Am 2. August 1984 ereignete sich auf diesem Flug ein schwerer Flugunfall mit einer Britten-Norman BN-2 Islander. Die Maschine stürzte durch einen Kontrollverlust nach einem Triebwerksausfall am Startflughafen ab. Bei dem Unfall kamen alle neun Insassen der Maschine ums Leben.

## Flugzeug
Bei der Maschine handelte es sich um eine 1967 gebaute Britten-Norman BN-2 Islander mit der Werknummer 38. Die Maschine wurde im Werk von Britten-Norman endmontiert und am 2. August 1968 mit dem Luftfahrzeugkennzeichen G-51-7 zugelassen. Die Islander absolvierte ihren Erstflug am 15. November 1968. Sie wurde anschließend in die USA exportiert und dort am 14. Dezember 1968 mit dem Kennzeichen N589SA an die Suburban Airlines ausgeliefert. Nach dem Ende ihrer Betriebszeit ging die Maschine an das Unternehmen Air Investments, ab Dezember 1982 gehörte die Maschine zur Vieques Air Link. Das zweimotorige Zubringerflugzeug war mit zwei Flugmotoren des Typs Lycoming O-540-E4C5 ausgestattet.

## Passagiere und Pilot
Den Flug hatten acht Passagiere angetreten, Flugkapitän war der aus Vieques stammende, 21-jährige Miguel Garcia, der über 723 Stunden Flugerfahrung verfügte, wovon nur 71 Stunden auf die Britten-Norman BN-2A-6 Islander entfielen. Auf dem Kurzstreckenflug waren weder ein zweiter Pilot noch Flugbegleiter vorgesehen. Alle Insassen waren Staatsbürger Puerto Ricos, wenngleich zwei von ihnen dauerhaft in St. Croix lebten.

## Unfallhergang
Die Maschine wurde auf dem Flughafen Vieques betankt und startete um 7:55 Uhr Ortszeit mit acht Passagieren und einem Piloten an Bord zum Flug nach St. Croix. Nach dem Start kam es zu einem Triebwerksausfall. Die Maschine verlor an Höhe, wobei der Pilot den Sinkflug für einen kurzen Augenblick stoppen konnte. Im nächsten Moment rollte die Maschine abrupt nach links und fiel im Sturzflug ins Karibische Meer. 

## Ursache
Das National Transportation Safety Board (NTSB) übernahm nach dem Unfall die Ermittlungen zur Unfallursache. Die Ermittler stellten fest, dass der junge Pilot zwar am 13. März 1984 sein Flugtraining für den Erhalt einer kommerziellen Pilotenlizenz absolviert hatte, jedoch noch nicht als Pilot-in-Command auf Flügen im regionalen Linienflugverkehr, sondern lediglich auf Charterflügen lizenziert gewesen war. Zwei vorangegangene Flüge, die derselbe Pilot durchgeführt hatte, waren zwar Linienflüge, wurden jedoch unter abweichenden Flugnummern formell als vermeintliche Charterflüge durchgeführt.
Die Maschine sei beim Start vom Flughafen Vieques um 600 bis 700 Pfund überladen gewesen. Zudem sei die Maschine hecklastig gewesen, der Schwerpunkt habe sich bis zu fünf Zoll hinter dem höchstzulässigen Punkt befunden.
Das Kraftstoffsystem wurde untersucht, wobei festgestellt werden konnte, dass der Treibstoff im linken Tragflächentank mit erheblichen Mengen an Wasser verunreinigt gewesen war. Es konnte festgestellt werden, dass das Wasser aus einem unterirdischen Tank am Flughafen Vieques stammte, in den bei dem Starkregen der vorangegangenen Tage Wasser eingedrungen war. Nach dem Ausfall von Triebwerk Nr. 1, welcher sich über dem Meer ereignete, habe der Pilot versucht, die Maschine zu drehen, wobei er die Richtungen verwechselte, was zu der Rollbewegung, dem Kontrollverlust und dem Sturz der Maschine ins Meer führte.
Gemäß den gesetzlichen Bestimmungen hätte die Maschine mit Rettungswesten ausgestattet sein müssen. Die Taucher, die an der Bergungsaktion teilnahmen und das Wrack inspizierten, gaben an, sie hätten keine Rettungswesten vorgefunden. Die Ermittler des NTSB untersuchten später zehn Rettungswesten, die nach Angaben der Fluggesellschaft aus dem Wrack geborgen worden seien. Hierbei stellten sie fest, dass die Kohlenstoffdioxidzylinder, die dem Aufpumpen der Westen dienen, an vier Westen lose gewesen waren. Die Federal Aviation Administration untersuchte später alle Rettungswesten der Vieques Air Link und stellte fest, dass 40 Prozent von diesen denselben Mangel aufwiesen.
Die Untersuchung ergab zudem, dass sich an Bord der Maschine Safety Cards der Britten-Norman Trislander anstelle der Islander befanden. Auf diesen Safety Cards sei ferner das Mundstück der Rettungswesten an einer anderen Stelle abgebildet gewesen, als es sich an den Westen der Vieques Air Link tatsächlich befand.
Die Autopsie ergab, dass der Pilot und drei Passagiere durch den Aufprall getötet wurden. Die übrigen fünf Passagiere seien ertrunken.